# Scuola di Leopoli-Varsavia

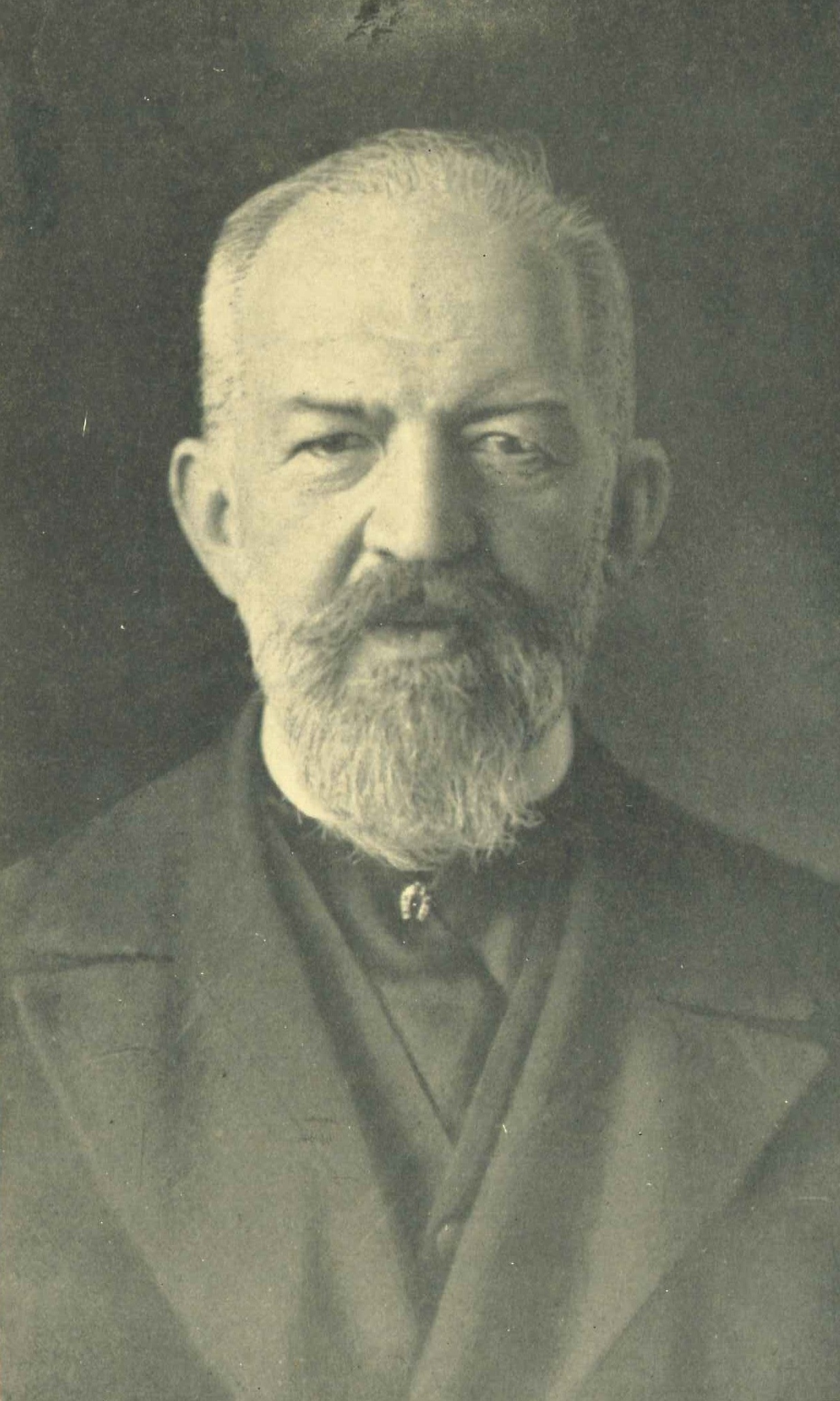
Twardowski, fondatore della Scuola di Leopoli-Varsavia.

La Scuola Logica di Leopoli-Varsavia è stata un'influente scuola di filosofia e logica nella Polonia del XX secolo. Essa è così detta dai nomi delle città in cui avevano sede le Università di provenienza dei maggiori esponenti.
Nacque dall'opera di Kazimierz Twardowski (allievo a Vienna di Franz Brentano) e dei suoi allievi, i logici Stanisław Leśniewski, Jan Łukasiewicz e Tadeusz Czeżowski, lo storico della filosofia Władysław Tatarkiewicz, lo studioso di fenomenologia ed estetica Roman Ingarden, e altri filosofi vicini al Circolo di Vienna, come Tadeusz Kotarbiński e Kazimierz Ajdukiewicz.